# 大科街道
大科街道，是中华人民共和国湖南省娄底市娄星区下辖的一个乡镇级行政单位。

## 行政区划
大科街道下辖以下地区：
大科社区、小科社区、罗家社区、黄泥社区、井头社区、大屋社区、南垅社区、大新社区、早元社区、三元社区、水洋村、福潭村、坪石村、方石村和思乐村。